# Woodham Ferrers
Woodham Ferrers är en by i civil parish Woodham Ferrers and Bicknacre, i distriktet Chelmsford i grevskapet Essex i England. Orten har 617 invånare (2018). Parish hade 2 215 invånare år 1961. År 1987 blev den en del av den då nybildade "Woodham Ferrers and Bicknacre" och South Woodham Ferrers. Byn nämndes i Domedagsboken (Domesday Book) år 1086, och kallades då Udeham.